# Botho Kirsch
Botho Kirsch (* 22. Dezember 1927 in Königsberg; † 5. Februar 2018 in Overath) war ein deutscher Zeitungs- und Hörfunkjournalist sowie Autor zahlreicher Publikationen.

## Leben und Werk
Kirsch geriet als 17-jähriger Wehrmachtssoldat gegen Ende des Zweiten Weltkriegs in englische Gefangenschaft. Dort erlernte er im autodidaktischen Verfahren die russische Sprache. Nach der Entlassung aus der Gefangenschaft begann er 1949 ein Studium der Soziologie, Volkswirtschaft und Geschichte in Berlin, später wechselte er nach Heidelberg. Den Lebensunterhalt verdiente sich Kirsch in Ost-Berlin anfänglich als Russischlehrer, später als Revisor in der US-amerikanischen Bauverwaltung in Kaiserslautern.
Zunächst als Lokalreporter in der Pfalz tätig, arbeitete er später bei der Frankfurter Rundschau als Mainzer Korrespondent. In diesen ersten Jahren erzielte Kirsch bereits erste journalistische Erfolge: Zum einen deckte er einen Korruptionsskandal auf, aufgrund dessen ein rheinland-pfälzischer Minister seinen Rücktritt erklären musste, zum anderen kam er zusammen mit einem Kollegen des Sterns hinter ein Komplott der HIAG (Hilfsgemeinschaft auf Gegenseitigkeit – Bundesverband der Waffen-SS e. V.) und erzielte dadurch die spätere Aufhebung eines Gerichtsurteils beim Bundesgerichtshof in Karlsruhe. Von 1960 bis 1961 vertrat er als Auslandskorrespondent in Moskau die Frankfurter Rundschau sowie die Stuttgarter Zeitung. Einige seiner kritischen Artikel erregten den Zorn von Alexej Adschubej, Chruschtschows Schwiegersohn und Chef der staatlichen Regierungszeitung Iswestija. Am 8. August 1961 erhielt Kirsch die Mitteilung, dass seine Akkreditierung erloschen sei und er sich um die sofortige Ausreise kümmern solle – die faktische Ausweisung aus der Sowjetunion. Die nächste berufliche Station führte ihn zum Hamburger Nachrichtenmagazin Der Spiegel. In den Jahren 1962–1965 bereiste Kirsch in seiner Funktion als Auslandsredakteur mehrmals die Länder Südost- und Osteuropas. 1965 belegte die Sowjetunion Kirsch bis 1978 mit einem Einreiseverbot.
1966 wechselte er zusammen mit seinem Kollegen Carl Gustaf Ströhm zur Deutschen Welle, dem Auslandsrundfunksender der Bundesrepublik Deutschland mit Sitz in Köln: Kirsch übernahm die Osteuropa-Redaktion, Ströhm die Südosteuropa-Redaktion. Als Hauptabteilungsleiter oblag Kirsch zum einen die Kontrollfunktion der ihm nachgeordneten Sprachdienste (bis zur Neustrukturierung der Sprachdienste: Polnisch, Slowakisch und Tschechisch, Russisch, nach 1975 nur noch das russische Programm), für deren reibungslose und korrekte redaktionelle Arbeit wiederum die jeweiligen Sprachdienstleiter zu sorgen hatten, zum anderen war er gegenüber der Programmdirektion und der Intendanz für die inhaltliche Ausrichtung der ihm nachgeordneten Dienste verantwortlich. Kirsch leitete ohne Unterbrechung die Osteuropa-Redaktion; 1990 folgte die Ernennung zum stellvertretenden Hörfunk-Chefredakteur der Deutschen Welle; 1994 trat Kirsch mit 67 Jahren in den Ruhestand. Bis ins hohe Alter war er häufig als Vortragsredner, Diskussionsteilnehmer oder Interviewpartner tätig. Botho Kirsch lebte mit seiner Frau Gerda in Overath.
Von 1966 bis 1994 gestaltete und verantwortete Kirsch als Hauptabteilungsleiter der Osteuropa-Redaktion der Deutschen Welle das Radioprogramm für die Länder des Ostblocks, ab 1975 ausschließlich für die Sowjetunion. Das Sendegebiet erstreckte sich über mehrere Zeitzonen. Die Ausstrahlung erfolgte über Kurzwelle. Aufgrund seiner konservativen politischen Haltung sowie seiner offensiven Programmgestaltung zog er sowohl im In- als auch im Ausland starke Kritik auf sich (Stichwort: Kalter Krieger). Als entschiedener Gegner der Entspannungspolitik (Wandel durch Annäherung) der sozial-liberalen Koalition geriet er in Konflikt mit bundesdeutschen Politikern der Regierungsparteien. Immer wieder stand die Frage nach der journalistischen Unabhängigkeit der Deutschen Welle als offizieller Auslandsrundfunksender der Bundesrepublik Deutschland von den Zielen und Inhalten der Bonner Regierungspolitik im Raum.
Botho Kirschs Programmatik (Kampf um die freie Meinung) stieß im Sendegebiet auf heftigen Protest der Sowjets. Kirsch erreichte in den Jahren des Kalten Krieges mit seinen Sendungen, in denen regelmäßig prominente deutsche Experten (z. B. Wolfgang Leonhard), Dissidenten aus der Sowjetunion (z. B. Lew Kopelew) und deutsche Schriftsteller (z. B. Heinrich Böll) zu Wort kamen, ein Millionenpublikum: Im Zeitraum 1979–1980 verfolgten wöchentlich bis zu 9 Millionen Zuhörer das Programm. Kirschs Gegner unternahmen zahlreiche Anläufe, um ihn aus seiner Funktion zu entfernen. Alle Versuche, ihm einen Verstoß gegen das Rundfunkgesetz, gegen den Programmauftrag der Deutschen Welle oder ihm Kriegstreiberei und Volkshetze nachzuweisen, scheiterten. Michail Gorbatschow sprach im Rückblick von der Deutschen Welle (und ihrem russischen Programm) als „Stachel in seinem Fleisch“. Für Egon Bahr, einer der Hauptakteure der Entspannungspolitik, war die Osteuropa-Redaktion unter der Leitung von Botho Kirsch ein „seltsamer Sonderweg“.

## Publikationen
- Ein Fass Honig und ein Löffel Gift - Kalter Krieg auf kurzer Welle, Norderstedt 2006, ISBN 3-8334-6373-2
- mit Gerda Kirsch: Unser Moskau, Overath 2000, ISBN 3-89811-632-8
- Das verlorene Sowjetparadies - Rußland zwischen Frust und Aufbruch, Zürich 1994, ISBN 3-7201-5259-6.
- Die Gorbatschow-Masche, Stuttgart/Bonn 1987, ISBN 3-922801-98-6
- Kalter Friede – was nun? Die Konfliktstrategie der Sowjets, Zürich 1974
- Sturm über Eurasien: Moskau und Peking im Kampf um die Weltherrschaft, 2. Aufl., Stuttgart 1971
- Westdrall – Ostdrift: Wie selbständig darf deutsche Politik sein, Zürich 1985, ISBN 3-7201-5184-0
- Zwischen Marx und Murks – so wirtschaftet der Osten, 4. erw. Aufl., Zürich 1986, ISBN 3-7201-5123-9

Daneben zahlreiche Beiträge, Fachaufsätze, Artikel und Kommentare, zum Beispiel:
- Der Kampf um die freie Meinung: Beitrag des deutschen Auslandsrundfunks zu Glasnost und Perestroika, in: Weirich, Dieter (Hrsg.): Auftrag Deutschland. Nach der Einheit: Unser Land der Welt vermitteln., Mainz/München 1993, S. 161–179, ISBN 3-7758-1291-1
- Deutsche Welle’s Russian Service, in: Short, K. R. M.: Western Broadcasting over the Iron Curtain, London/Sydney 1986, S. 158–171
- Die Sendungen in Russisch für Osteuropa, in: Deutsche Welle (Hrsg.): DW Handbuch 82, Berlin 1982, S. 13–17
- Auch 25 Jahre nach Kriegsende bleibt Deutschland für die Sowjets eine besiegte Nation, in: Welt am Sonntag vom 15. Februar 1970